# عزة جمال
عزة جمال (مواليد 15 سبتمبر 1956 -) هي ممثلة أفلام وممثلة تلفزيونية وممثلة مسرحية و مقدمة برامج مصرية، بدايتها كانت من خلال برامج الأطفال، لتتوالى أعمالها بعد ذلك ما بين السينما والمسرح والتلفزيون.

## حياتها
عزة جمال الدين حسني ولدت في 15 سبتمبر سنة 1956 عرفت بملامحها وجمالها المصري، اشتهرت بأدوار الفتاة الناعمة أو دور الفتاة الشريرة، تخرجت من المعهد العالي للفنون المسرحية، أصبحت من نجمات الصف الأول في فترة الثمانينات والتسعينات، كانت بدايتها في برامج الأطفال، عرفها الجمهور من خلال ظهورها في مسلسل حكايات ميزو سنة 1977 مع سمير غانم وإسعاد يونس، توالت بعدها أعمالها الفنية وكان أهمها دور البطولة في مسرحية البغبغان مع محمد صبحي.
تزوجت عزة من خارج الوسط الفني من رجل أعمال مصري وأنجبت منه بنتين ثم تفرغت تماما لحياتها الأسرية وابتعدت عن التمثيل وارتدت الحجاب.

### الحجاب والظهور
غابت عزة عن التمثيل لفترة طويلة وعادت في أدوار بسيطة خلال السنوات القليلة الماضية وكانت مسرحية باب الفتوح سنة 2014 هي آخر أعمالها حتى الآن.
في شهر سبتمبر 2022، أقيم عرس حفيد الفنانة نادية شكري وهو ابن رشا سامي العدل وتواجدت الفنانة عزة جمال في حفل الزفاف لتفاجئ الحضور بارتدائها الحجاب في أول ظهور لها به.

### قضايا جدلية
قيل أنها اتهمت في قضية أعمال منافية للآداب فترة التسعينات وكان ذلك فترة الاختفاء وسجنت على إثرها لمدة خمس سنوات، ولكن لم يستدل على مصادر رسمية لتأكيد الأمر.[بحاجة لمصدر]

## أعمالها

### أفلام
- 1981: دموع في ليلة الزفاف
- 1983: برج المدابغ
- 1984: تزوير في أوراق رسمية
- 1985: صراع الأيام
- 1986: مدام شلاطة
- 1986: جذور في الهواء
- 1986: احترس عصابة النساء
- 1987: الهاربات
- 1987: الملعوب
- 1987: المشاغبات الثلاثة
- 1988: الدنيا جرى فيها إيه
- 1988: الأسطى المدير
- 2009: أعز أصحاب

### مسلسلات
- 1977: حكاية ميزو
- 1979: أيام العذاب
- 1980: ابتسامة بين الدموع
- 1981: وريقة الحناء
- 1982: رحلة عذاب
- 1982: الأزهر الشريف منارة الإسلام
- 1983: انتقام امرأة
- 1985: هو وهي
- 1985: انها مجنونة مجنونة
- 1985: ابن عمار
- 1986: أقوى من القانون
- 1988: الواحدة بعد منتصف الليل
- 2002: نور القمر
- 2007: عقدة ماما عزيزة
- 2008: ليل الثعالب
- 2008: قلب ميت
- 2009: أسمهان[10]
- 2013: آدم وجميلة

### مسرحيات
- 1984: البغبغان
- 2014: باب الفتوح

### برامج تلفزيونية
- 1977: سهرة تليفزيونية
- 1981: نعيشها اه نفهمها لا
- 1987: عودة الماضي

## جوائز
- حصلت على جائزة أحسن ممثلة دور ثاني من مهرجان إسكندرية السينمائي الدولى.
- نالت جائزة التمثيل من مهرجان ART عن دورها «الملكة نازالي» في مسلسل «أسمهان».